# Mpumalanga
Mpumalanga je jedna od devet provincija u Južnoafričkoj Republici, nalazi se na istoku države na granici s Esvatinijem i Mozambikom. Glavni i najveći grad provincije je Mbombela s 221.474 stanovnika.

## Zemljopis
Mpumalanga nalazi se u istočnom dijelu države prostire se na 79.490 km² čime je osma po veličini provincija, na istoku je državna granica s Mozambikom a na jugoistoku s Esvatinijem, graniči i s provincijama:
- Limpopo - sjever
- Gauteng - zapad
- Free State - jugozapad
- KwaZulu-Natal - jug

## Stanovništvo
Prema popisu stanovništva iz 2007. godine u provinciji živi	3.643.435 stanovnika, te je šesta po broju stanovnika provincija u Južnoafričkoj Republici.
Većinsko stanovništvo su negroidi koji čine 92,0% ukupnog stanovništva, zatim slijede bijelci sa 6,8%, obojeni s 0,8%, te Indijci i Azijati s 0,4%.

## Jezik
Većinski jezik u provincije je Swati, s velikim udjelom ostalih jezika.
- Swati- 29,4%
- Zulu- 24,1%
- Tsonga - 11,6%
- Ndebele - 10,3%
- Sjeverni sotho - 10,2%

## Vanjske poveznice
- Vlada provincije